# Lo Tossal (Barbens)
Lo Tossal és una muntanya de 347 metres que es troba al municipi de Barbens, a la comarca catalana del Pla d'Urgell. És el sostre comarcal.